# Mauro Numa
Mauro Numa   (Mestre, 18 de novembre de 1961) és un tirador d'esgrima italià, ja retirat, guanyador de dues medalles olímpiques.
El 1984 va prendre part en els Jocs Olímpics d'Estiu de Los Angeles, on va disputar dues proves del programa d'esgrima. En ambdues, les proves del floret individual i floret per equips guanyà la medalla d'or. Quatre anys més tard, als Jocs de Seül, tornà a disputar dues proves del programa d'esgrima. Fou sisè en el individual i setè en el floret per equips. El 1992, a Barcelona, disputà els seus tercers, i darrers, Jocs Olímpics. Fou sisè en la prova de floret per equips i desè en la del individual de floret.
En el seu palmarès també destaquen nou medalles en el Campionat del món d'esgrima, tres d'or, tres de plata i tres de bronze, entre les edicions del 1979 i del 1989. També guanyà una medalla d'or en el Campionat d'Europa d'esgrima de 1982, sis medalles a les Universíades, tres d'or, una de plata i dues de bronze, entre el 1981 i el 1989, i dues medalles en els Jocs del Mediterrani, de bronze el 1983 i d'or el 1991. Guanyà catorze campionats nacionals, set individuals i set per equips.
Una vegada retirat va entrar a formar part de la Federació Italiana d'Esgrima. També va ser tècnic de l'equip nacional de floret sub-20. Continua competint en categoria màster.